# Surahammar (gemeente)
Surahammar is een Zweedse gemeente in Västmanland. De gemeente behoort tot de provincie Västmanlands län. Ze heeft een totale oppervlakte van 371,2 km² en telde 10.249 inwoners in 2004.

## Plaatsen
- Surahammar (plaats)
- Virsbo
- Ramnäs
- Borgåsen
- Haga (Surahammar)